# 長野県道385号松代篠ノ井線
長野県道385号松代篠ノ井線（ながのけんどう385ごう まつしろしののいせん）は、長野県長野市を走る一般県道。

## 概要
松代藩の城下町・松代と、JR篠ノ井線・しなの鉄道線の接続駅である篠ノ井駅とを結ぶ路線である。
松代城の北・長野ICの南に位置する上高相交差点を起点とする本路線は、上信越自動車道に並行するバイパス道路（松代バイパス）として松代の城下町の北方を迂回するが、この区間は2013年（平成25年）に国道403号に指定されたため、重複区間となっている。2009年（平成21年）までは中道島交差点から千曲川河川敷へと入り、特異な形態であった旧赤坂橋へ向かっていたが、現在では国道403号とさらに800mほど重複したのち、赤坂橋南交差点で分かれて新赤坂橋を渡る（#主要構造物を参照）。なお、旧橋ルートの800mほども県道に指定されたままであるが、旧橋は撤去されているので河川敷で行き止まりとなる。
千曲川を越えると篠ノ井地域に入る。堤防上をしばらく進んだ後、篠ノ井東福寺・篠ノ井小森の集落をやや狭い道幅で抜けると国道18号（篠ノ井バイパス）と交差する。この先は歩道付の整備された道路となり、住宅地を抜けていく。この区間は、近隣の長野Uスタジアムを本拠地とするAC長野パルセイロのチームカラーにちなみ、篠ノ井オレンジロードの愛称で呼ばれている。篠ノ井総合病院を過ぎ、長野県道77号長野上田線（旧国道18号）を越えると篠ノ井の市街地に入る。篠ノ井駅前通りを進み、正面に篠ノ井駅が見えると、駅東口ロータリー1つ手前の交差点で長野県道387号清野篠ノ井停車場線に合流して終点となる。

### 路線データ
- 起点：長野市松代町西寺尾（上高相交差点＝国道403号交点）
- 終点：長野市篠ノ井布施高田（長野県道387号清野篠ノ井停車場線交点）
- 延長：7,061m[5]

### 主要構造物
- 赤坂橋（あかさかばし＝長野市松代町岩野 - 篠ノ井東福寺）
  - 全長：523.4m
  - 幅員：14.5m（うち車道6.5m＝2車線）
  - 構造：鋼ローゼ桁橋ほか

千曲川に架かる橋梁。1956年（昭和31年）架設の以前の橋（2代目）は、鋼トラス橋152mと木橋50mから成り、右岸が堤防と接していない（いったん千曲川河川敷に降りてから橋上へと上る）特異な構造であった。この旧橋は、千曲川増水時に通行止になる・2箇所のクランクがある・街路灯の設置ができず痴漢が発生したなど、河川敷を通るがための危険・不便な点が多かった。また狭隘であり（幅員5.5m）歩道がない・重量制限（9t）があるなど、老朽化による問題もあった。このため2009年（平成21年）3月22日、170mほど上流に堤防と堤防との間を結ぶ通常の形態の橋として架け替えられた。なお、この赤坂橋の架け替えによる取り付け道路の変更によって、800mほどの国道403号との重複区間（次節参照）が発生した。

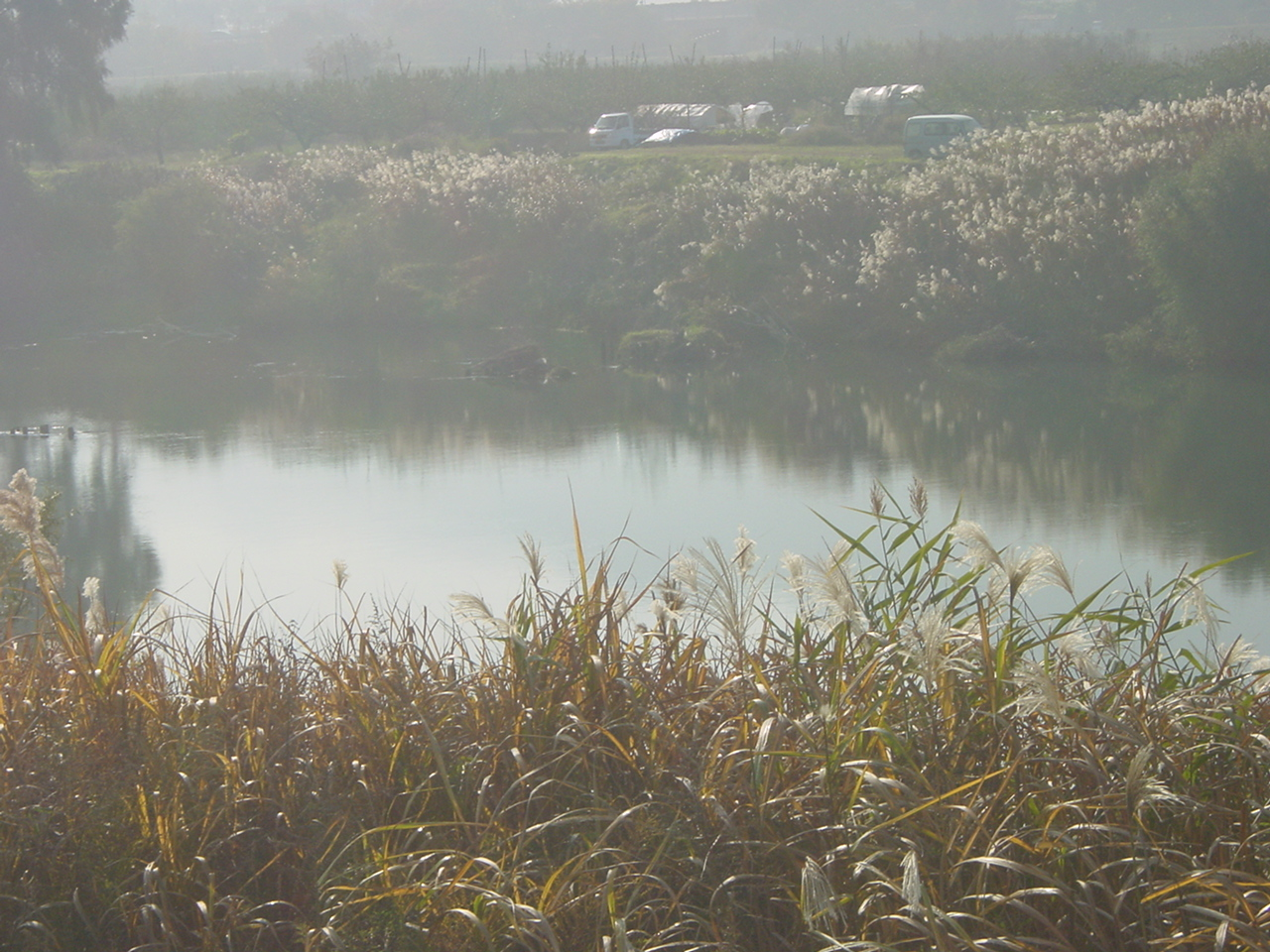
一部木の橋脚が残る初代赤坂橋跡 昭和5年 - 昭和31年 (2009-11-01)
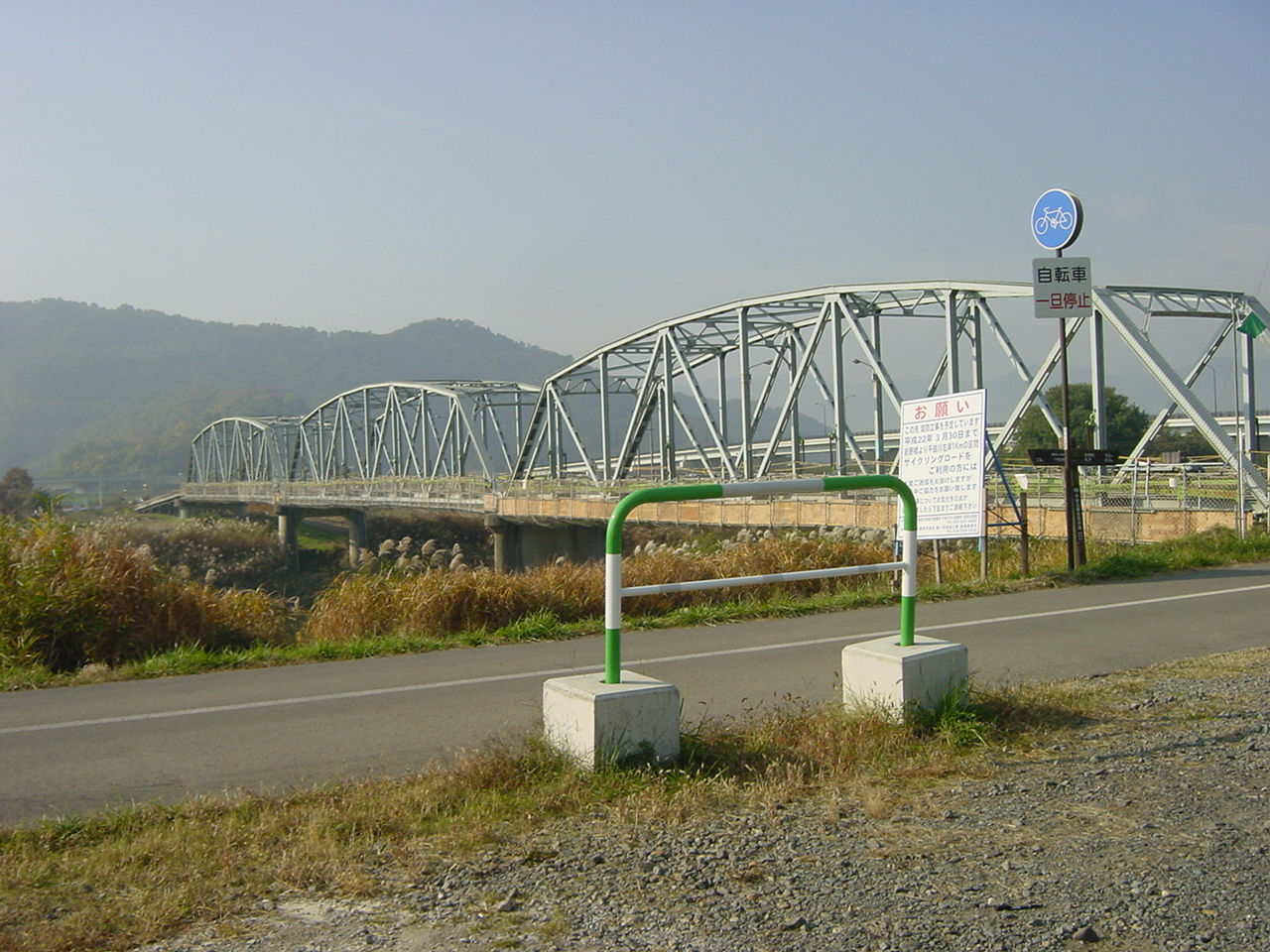
解体前の2代目赤坂橋　昭和31年 - 平成21年 (2009-11-01)

## 別名
- 松代バイパス（上高相交差点〜中道島交差点）
- 篠ノ井オレンジロード（南警察署西交差点〜篠ノ井駅入口交差点）
- 篠ノ井駅前通り（篠ノ井駅入口交差点〜篠ノ井駅前）

## 重複区間
- 国道403号（上高相交差点〜赤坂橋南交差点）

## 交差・接続する道路
↑ 国道403号（谷街道）
- 上高相交差点（長野市松代町西寺尾＝起点）
  - 長野県道35号長野真田線
- 中道島交差点（長野市松代町清野）
  - 旧赤坂橋跡方面旧道（南側）
  - 長野市道（国道403号旧道）
- 赤坂橋南交差点（長野市松代町岩野）
  - 国道403号（谷街道） - ※重複区間ここまで
- 消防学校東交差点（長野市篠ノ井東福寺）
  - 旧赤坂橋跡方面旧道（北側）
- 南警察署西交差点（長野市篠ノ井小森）
  - 国道18号（篠ノ井バイパス）
- 篠ノ井駅入口交差点（長野市篠ノ井布施高田）
  - 長野県道77号長野上田線
- 篠ノ井駅前（長野市篠ノ井布施高田＝終点）
  - 長野県道387号清野篠ノ井停車場線

## 沿道
- 松代城
- 上信越自動車道 松代パーキングエリア
- 長野電鉄 象山口駅跡
- 長野県消防学校
- 南長野運動公園
- 長野南警察署
- 長野市消防局 篠ノ井消防署
- 篠ノ井総合病院
- JR・しなの鉄道 篠ノ井駅